# Symplocos cuscoensis
Symplocos cuscoensis är en tvåhjärtbladig växtart som beskrevs av B. Ståhl. Symplocos cuscoensis ingår i släktet Symplocos och familjen Symplocaceae. Inga underarter finns listade i Catalogue of Life.